# Tindbæk
Tindbæk er en meget lille landsby i Midtjylland. Den ligger i Skjern Sogn og hører til Viborg Kommune. Kommunen befinder sig i Region Midtjylland.
|  | Denne artikel om lokaliteten Tindbæk kan blive bedre, hvis der indsættes et (bedre) billede. Du kan hjælpe ved at afsøge Wikimedia Commons for et passende billede eller lægge et op på Wikimedia Commons med en af de tilladte licenser og indsætte det i artiklen. |

56°27′50″N 09°44′30″Ø / 56.46389°N 9.74167°Ø